# A Hundred Days Off
A Hundred Days Off es el sexto álbum de estudio de la agrupación inglesa Underworld lanzado en septiembre de 2002 por el sello Junior Boy's Own.
El álbum logró introducir dos sencillos en los charts del Reino Unido: "Two Months Off", que alcanzó el puesto número 12 y "Dinosaur Adventure 3D", solo logró escalar hasta el número 34.
Aunque este fue el primer álbum desde la partida de Darren Emerson, del grupo en 2001, el álbum no sufrió cambios de relevancia, siguieron enfocándose en el techno, aunque sin esos característicos golpes que se destacaron en Beaucoup Fish.

## Lista de canciones
| 2 × CD, Álbum (Australian Tour Edition) |                         |              |          |  |
| N.º                                     | Título                  | Escritor(es) | Duración |  |
| 1.                                      | «Mo Move»               | Hyde, Smith  | 06:54    |  |
| 2.                                      | «Two Months Off»        | Underworld   | 09:08    |  |
| 3.                                      | «Twist»                 | Underworld   | 06:24    |  |
| 4.                                      | «Sola Sistim»           | Hyde         | 06:26    |  |
| 5.                                      | «Little Speaker»        | Hyde         | 08:38    |  |
| 6.                                      | «Trim»                  | Underworld   | 03:23    |  |
| 7.                                      | «Ess Gee»               | Hyde         | 02:22    |  |
| 8.                                      | «Dinosaur Adventure 3D» | Hyde, Smith  | 07:56    |  |
| 9.                                      | «Ballet Lane»           | Smith        | 03:39    |  |
| 10.                                     | «Luetin»                | Underworld   | 07:00    |  |
| 61:50                                   |                         |              |          |  |

| Bonus Track |                                                       |              |          |  |
| N.º         | Título                                                | Escritor(es) | Duración |  |
| 1.          | «Rez/Cowgirl» (Live)                                  | Underworld   | 06:47    |  |
| 2.          | «Two Months Off» (King Unique Sunspot's Vocal Mix)    | Underworld   | 08:16    |  |
| 3.          | «Dinosaur Adventure 3D» (Funk D'Void Full Length Mix) | Hyde, Smith  | 07:52    |  |
| 4.          | «Dinosaur Adventure 3D» (Darren Price Remix)          | Hyde, Smith  | 07:28    |  |